# Banuta
Banuta is een plaats in Slovenië die deel uitmaakt van de gemeente Lendava in de NUTS-3-regio Pomurska. De plaats telde 59 inwoners op 1 januari 2020.